# Arctosa kiangsiensis
Arctosa kiangsiensis là một loài nhện trong họ Lycosidae.
Loài này thuộc chi Arctosa. Arctosa kiangsiensis được Ehrenfried Schenkel-Haas miêu tả năm 1963.